# Uroporphyrinogen I
Uroporphyrinogen I ist ein Isomer des Uroporphyrinogen III, einem Stoffwechselzwischenprodukt, das bei der Biosynthese von Hämen entsteht. Durch die Produktion von Uroporphyrinogen I anstelle von Uroporphyrinogen III wird eine Form von Porphyrie verursacht.

## Biosynthese und Metabolismus
In lebenden Organismen tritt Uroporphyrinogen I als Nebenprodukt des Hauptporphyrinsynthesewegs auf. Im normalen Weg wird der lineare Tetrapyrrol-Vorläufer Prä-Uroporphyrinogen (ein substituiertes Hydroxymethylbilan) durch das Enzym Uroporphyrinogen-III-Synthase in das zyklische Uroporphyrinogen III umgewandelt, um dann weiter zu Coproporphyrinogen III und schließlich zu Porphyrinen wie Häm umgewandelt zu werden. Uroporphyrinogen I wird stattdessen spontan aus Prä-Uroporphyrinogen gebildet, wenn das Enzym Uroporphyrinogen-III-Synthase nicht vorhanden ist.
Der Unterschied zwischen den Formen I und III besteht in der Anordnung der vier Carboxyethylgruppen (Propionsäure, „P“) und der vier Carboxymethylgruppen (Essigsäure, „A“). Die nicht-enzymatische Umwandlung in Uroporphyrinogen I führt zu der Sequenz AP-AP-AP-AP, während die enzymatische Umwandlung in Uroporphyrinogen III zur Umkehrung einer AP-Gruppe und damit zu einer AP-AP-AP-PA-Anordnung führt.
Uroporphyrinogen I wird durch dasselbe Enzym (Uroporphyrinogen-Decarboxylase) in Coproporphyrinogen I umgewandelt, das auch die III-Form umwandelt. Das zytotoxische Coproporphyrinogen I akkumuliert sich jedoch im Körper und verursacht den pathologischen Zustand der kongenitalen erythropoetischen Porphyrie (Morbus Günther).